# Microsoft IntelliMouse

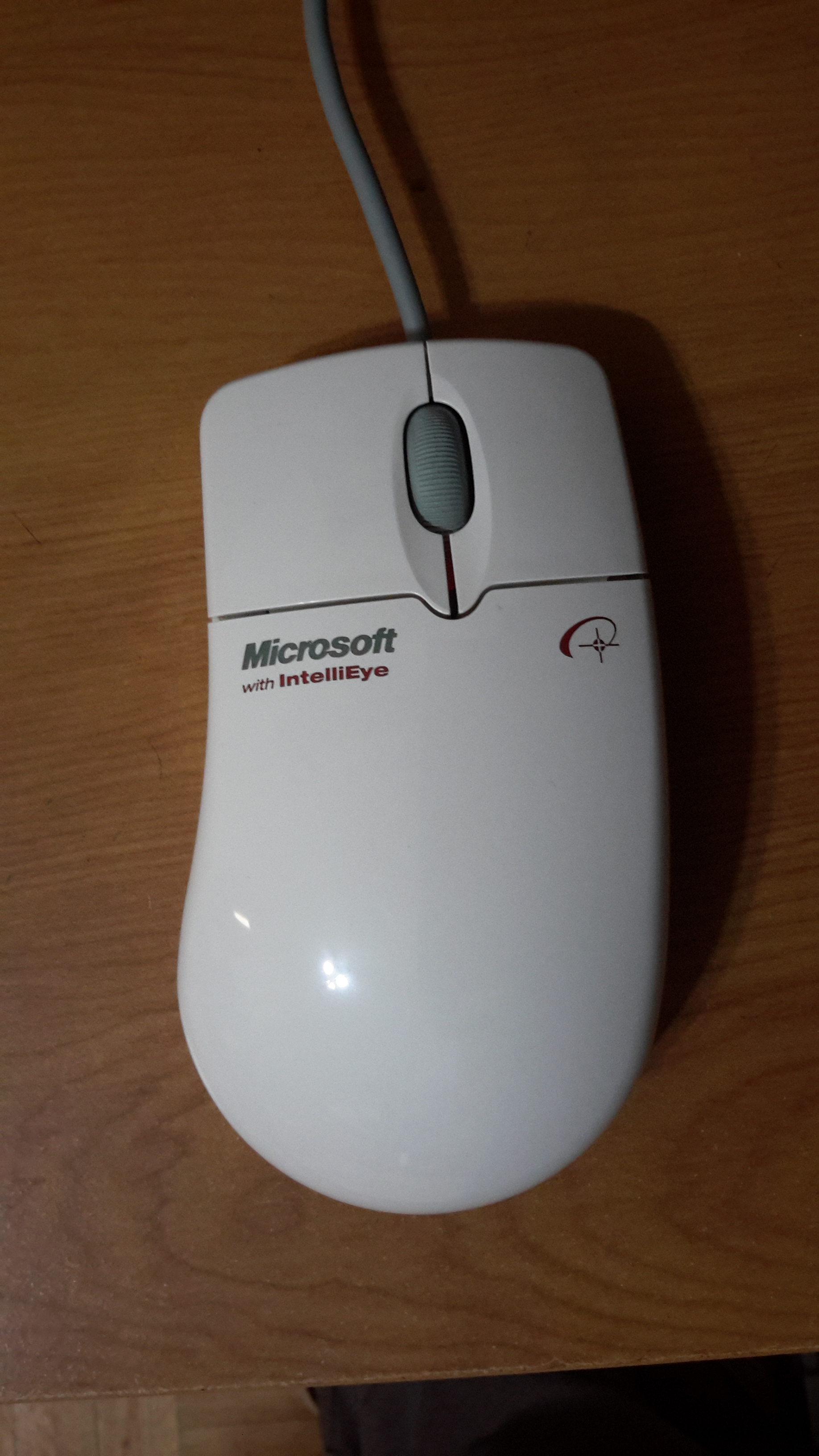
Microsoft IntelliEye Mouse

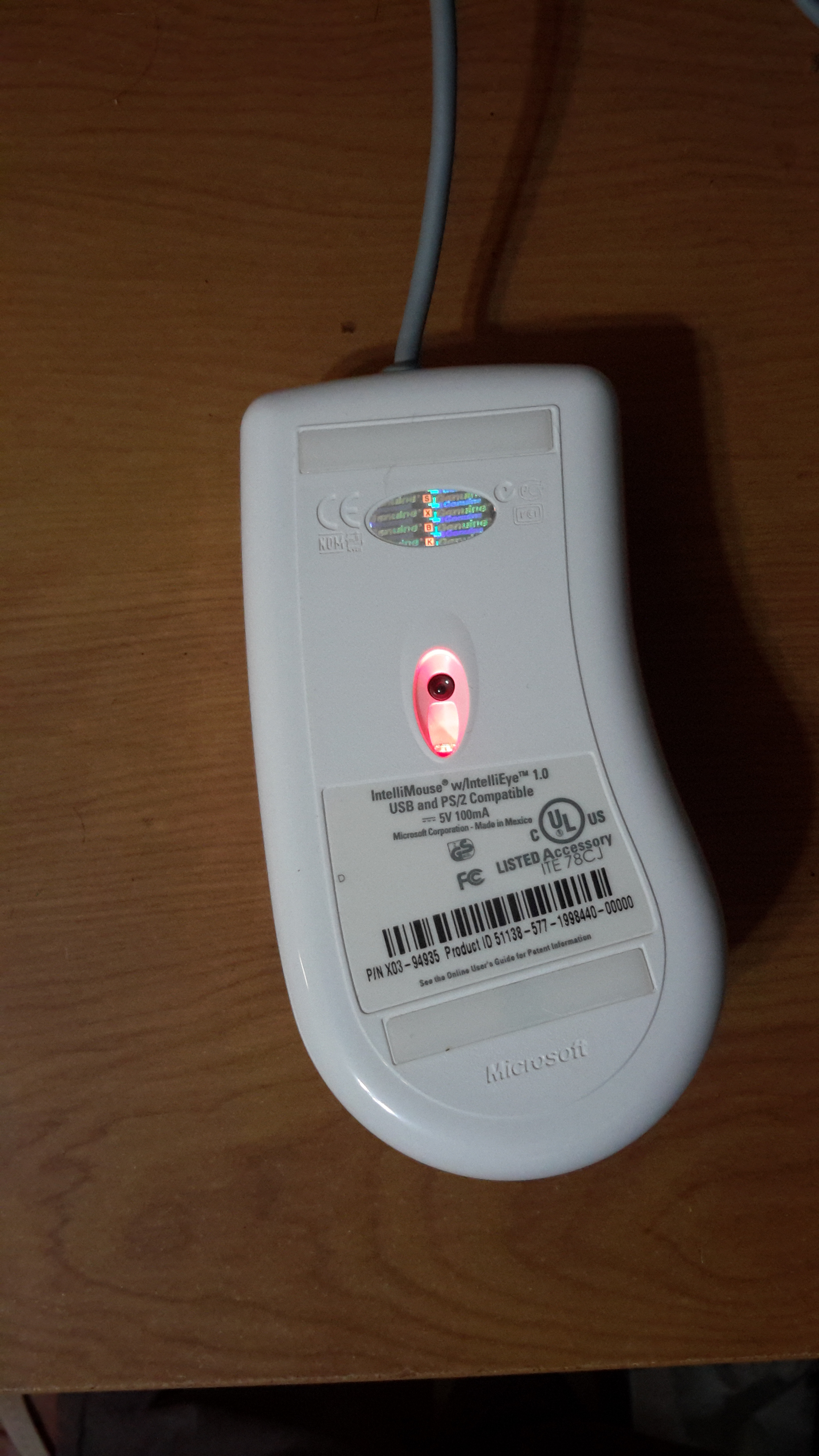
IntelliEye オプティカルセンサーを搭載したMicrosoft IntelliMouse

Microsoft IntelliMouse（マイクロソフト インテリマウス）はマイクロソフトの販売するマウスのシリーズ。

## 概要
インテリマウスは人間工学を採用し、長らくマウスに技術革新をもたらしてきた。例えば、Microsoftはスクロールホイールを導入した最初のマウスメーカーであり、光学式マウスや側面の補助ボタンを最初に導入したのもマイクロソフトであった。使用にはIntelliPointとよばれるドライバが必要（後述）。長年に渡りゲーミングマウスとしてLogitech（日本ではロジクールとしてブランド展開）と競い合ってきた。

## 歴史
初のIntelliMouseは1996年7月22日に発売、目玉機能はスクロールホイールだった。設計は、1993年に発表されたMicrosoft Mouse 2.0の設計に基づいていた。
1997年11月に、IntelliMouse TrackBallを発売した。指で操作するトラックボールを使用してカーソルを制御し、またIntelliMouseの特徴的なスクロールホイールを備えている。1998年5月、IntelliMouse Proが発売。これは、1996年のIntelliMouseを再設計したもので、非対称形状（右利き用）とより顕著なアーチプロファイルを特徴としていた。
IntelliMouse Explorerは、1999年4月19日にCOMDEXで発表された。このバージョンでは、IntelliEyeという光学式追跡技術が採用されており、マウスボールやマウスパッドは不要、5つのボタン（上部に2つ、押し下げることができるスクロールホイール、およびマウスの左側に2つ）があり、非対称であり、右利きのユーザー向けに設計されている。 マイクロソフトは、1960年代にコンピューターマウスが導入されて以来「最も急進的なコンピューターマウステクノロジーと設計の進歩」だとした。IntelliMouseExplorerはシルバーで仕上げられ、光センサーを強調するために赤く光る「テールライト」を備えており、1999年10月4日に発売。そして2005年、PC WorldはIntelliMouse Explorerを「主な光学式マウスとして過去50年間で最も優れた50のガジェット」に挙げた。
IntelliMouse Opticalは、2000年1月の発売に先立ち月に発表された。IntelliMouse Opticalは、1999年のIntelliMouse Explorerと同様のスタイリングと機能を備えていたが、右利き左利き両用に対応するため左右対称のデザインを採用した上部に2つ、スクロールホイール、マウスの両側に1つの計5つのボタンがあった。光学センサーとプラグアンドプレイのUSB接続により、マイクロソフトはラップトップユーザーにとって理想的なお供としてIntelliMouse Opticalを宣伝した、2001年に工業デザイン優秀賞を受賞、ニューヨークで開催された「Workspheres」の展示に含まれていたものがニューヨーク近代美術館(MOA)に所蔵された。
IntelliMouse ExplorerとOpticalの新しいバージョンは、最初のワイヤレスマウスであるWireless IntelliMouse Explorerとともに2001年9月に発売された。元のIntelliEyeセンサーは毎秒1500フレーム（fps）で画像をサンプリングしたが、新バージョンは6000 fpsで画像をサンプリングした。さらに、新しいIntelliMouse Explorerにフィンガーグルーブと強化されたグリップが追加された。
Bluetooth IntelliMouse Explorerは、別の製品としてまたBluetoothバンドル用のワイヤレスオプティカルデスクトップにワイヤレスキーボードを備えたものとしても2002年に発売され、2003年9月にはIntelliMouse ExplorerとWireless Explorerの更新バージョンが発表され、水平スクロールを可能にする傾斜スクロールホイールを備えていた。2004年7月、新しいマウスにはカラーバリエーションが追加された。2006年8月に9000 fpsセンサーを使用し、ゲーム重点を置いたIntelliMouse Explorerを一度開発中止した後、IntelliMouse Explorer 3.0として再リリースした。
2017年10月17日に、Microsoftは新しいClassic IntelliMouseを発表し、シリーズを復活させた。IntelliMouseExplorer 3.0のデザインに基づいた新しいダークルックとBlueTrackテクノロジーを備えており、ガラス面のマウスパッドでも使用できる。Classic IntelliMouseは、2018年6月に英国でもリリースされた。
2019年5月、Microsoft Pro IntelliMouseが発表された。よりアップグレードされたセンサーがClassic IntelliMouse本体に組み込まれている。
| 製品名                         | Image | 発売年. | 販売終了年 | ボタン数 | 光学式 | USB  | 端子                                          | 備考 | 脚注          |
| ------------------------------ | ----- | ------- | ---------- | -------- | ------ | ---- | --------------------------------------------- | --- | ------------- |
| IntelliMouse                   |       | 1996    | —          | 3        | opt.   | opt. | Parallel Port or Serial Port or PS/2 or 9-pin | IntelliMouseブランド初の製品。海外ではシリアル端子対応版が存在し、また国内ではPC-9801版がバスマウス接続（パラレル端子）となる。                                                                           | [ 24 ]        |
| IntelliMouse Trackball         |       | 1997    | 2002       | 3        | No     | No   | PS/2 or 9-pin                                 | トラックボールのみ | [ 25 ]        |
| IntelliMouse Pro               |       | 1998    | 2001       | 3        | No     | No   | PS/2 or 9-pin                                 | 洗練された形状とゴム製のサイドグリップにより、人間工学を向上させることを目的として開発された。 | [ 26 ]        |
| IntelliMouse Explorer          |       | 1999    | —          | 5        | Yes    | Yes  | PS/2                                          | 左側に2つのボタンを追加（右手の親指用）。初期は1500fpsセンサーだったが2000fpsにマイナーチェンジ。さらに2001年にデザイン変更とともに6000 fpsセンサーのIntelliMouse Explorer3.0へとフルモデルチェンジした。 | [ 27 ] [ 28 ] |
| IntelliMouse Optical           |       | 2000    | —          | 5        | Yes    | Yes  | PS/2                                          | 2つのサイドボタン、各サイドに1つ（両手利き）。2001年に1500 fpsセンサーから6000 fpsセンサーにアップグレード                                                                                                | [ 29 ] [ 30 ] |
| Wireless IntelliMouse Explorer |       | 2001    | —          | 5        | Yes    | Yes  | No                                            | 6000 fpsセンサーで表面に基づき自動的に照明を調整。2002年に追加されたBluetoothバージョン。 | [ 31 ] [ 32 ] |
| Classic IntelliMouse           |       | 2017    | —          | 5        | Yes    | Yes  | No                                            | 1000レポート/秒、最大3200 DPI。 | [ 33 ]        |
| Pro IntelliMouse               |       | 2019    | —          | 5        | Yes    | Yes  | No                                            | 最大16000 DPI; PixArt PASW3389PRO-MSセンサー。 | [ 34 ]        |

脚注
1. ↑  IntelliEyeを搭載したバージョンは後にリリース[22]
2. ↑  専用のUSBバージョンが後にリリース[23]

## 画像

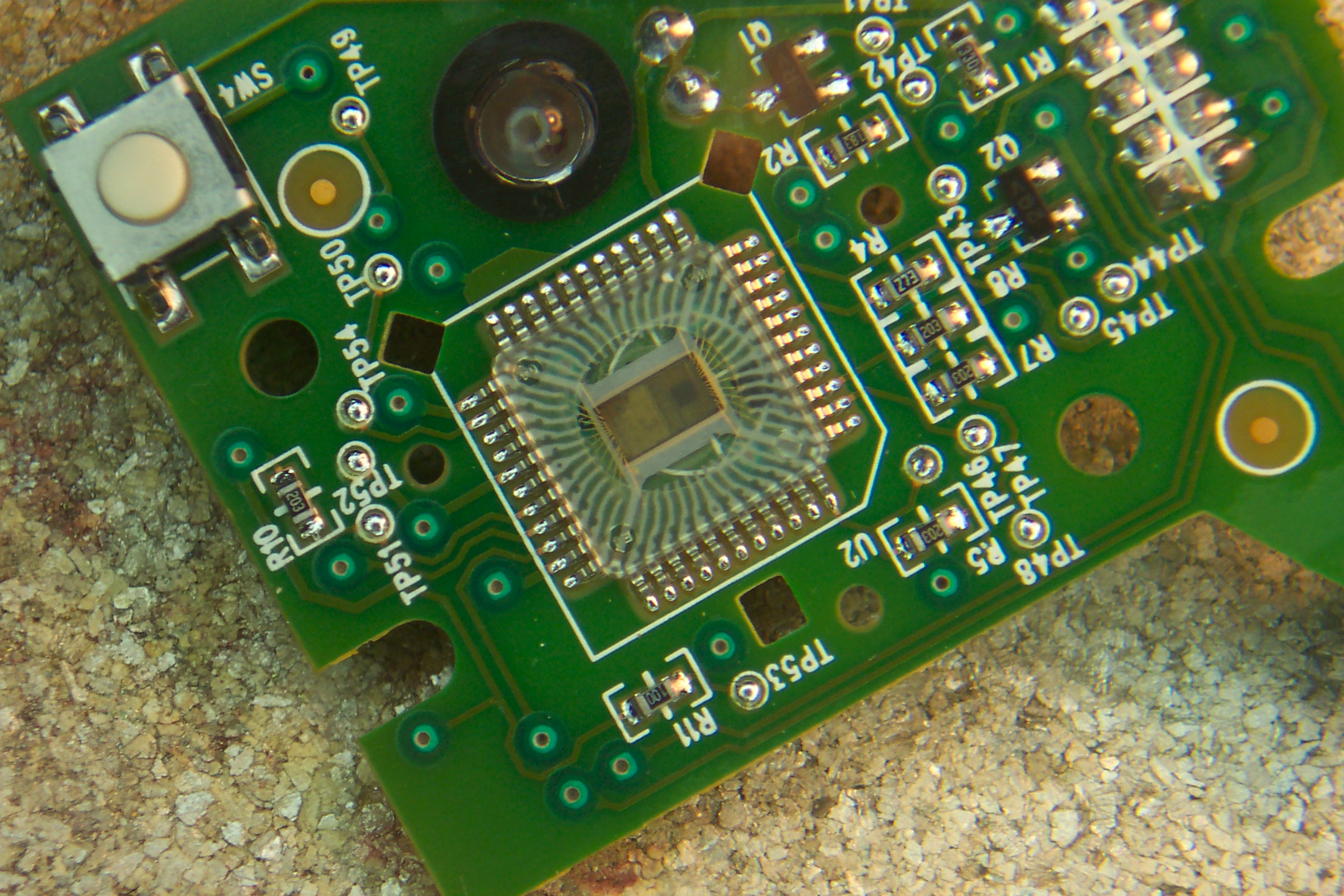
Microsoft Wireless IntelliMouse Explorerの光学センサー（v。1.0A）
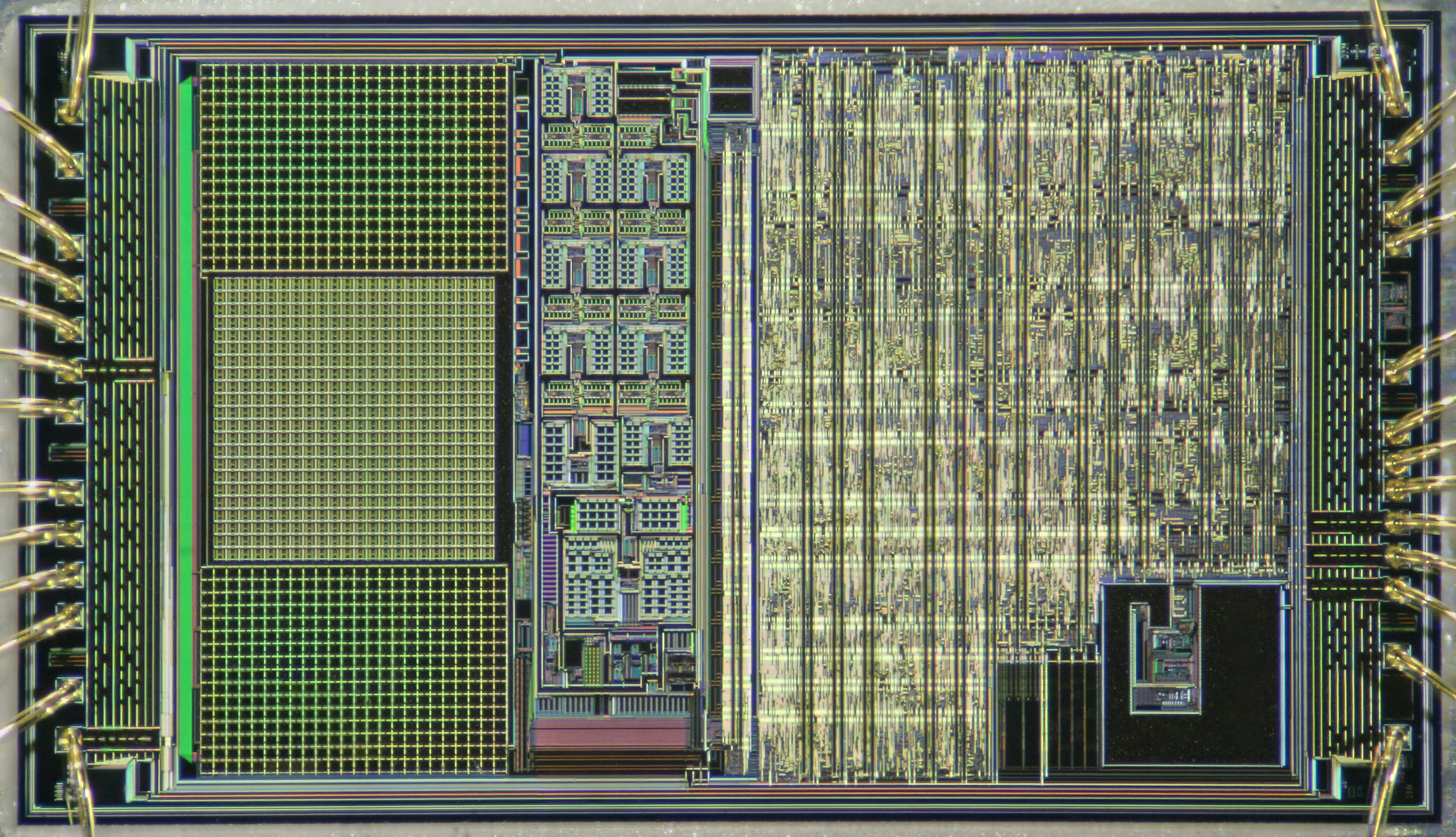
IntelliMouse Explorer センサーシリコンダイの 顕微鏡写真
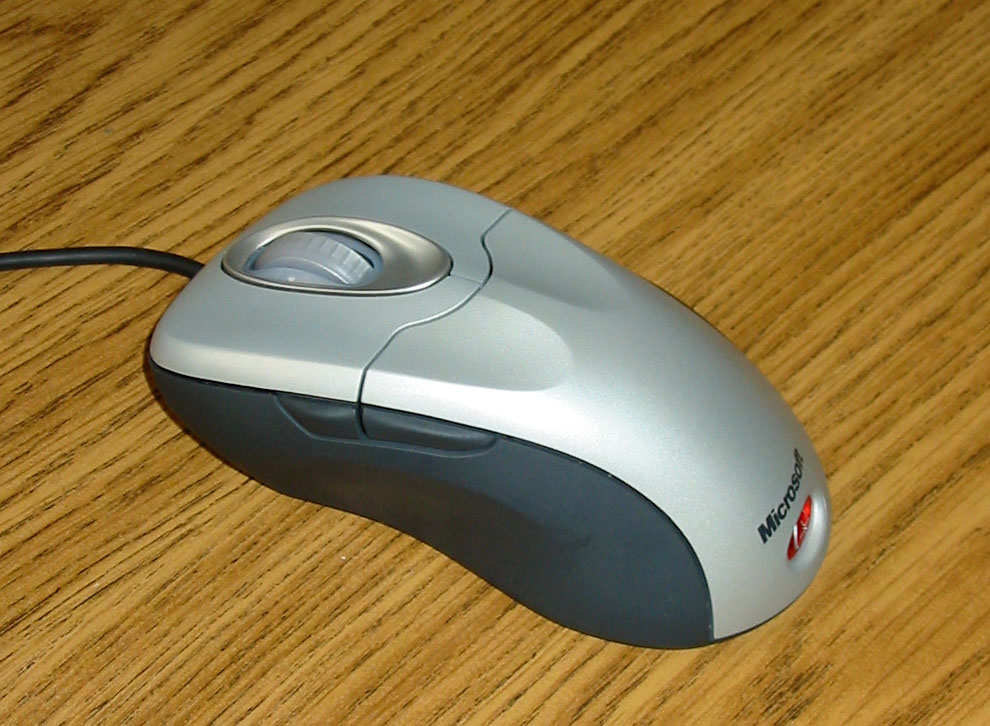
IntelliMouse Explorer (v4.0)

## ドライバ
Microsoft IntelliPointは、Microsoftのハードウェア マウス用デバイスドライバ。 Microsoftは、 WindowsとMac OS X双方のバージョンをリリースした。  
IntelliType（Microsoft キーボードドライバー）とIntelliPointを組み合わせたMicrosoft Mouse and Keyboard Centerとして提供されていた 。 
USBで接続する一部のIntelliMouseおよびIntelliPointは、NECのPC-9821シリーズにも対応していたが、当該シリーズの多くはUSBを搭載していなかったため、USBインターフェースカードを追加しない状態では、PC-9821Xcや98MATE ValueStarの一部モデル（V200ほか）しか対応しないなど、使用可能な機種が限定された（PC-9800シリーズは標準でバスマウスを採用しており、PS/2規格のデバイスに対応していなかった）。また公式にPC-9821シリーズ対応を謳うIntelliMouseは、PC/AT互換機向けの製品に比して高価であった。

### 特徴
ソフトウェア機能は、特定のマウスモデルでのみ使用できる場合がある。ボタンオプションは、選択したモデルに合ったものにカスタマイズされる。 Mac OS X 10.4-10.7.xでは、システム環境設定でMicrosoft Mouseを開き、IntelliPoint機能にアクセスできる。 
ソフトウェアのバージョンと特定のマウス製品に応じ、ユーザーはマウスボタンを定義して任意の実行可能プログラムまたはファイル（またはコントロールキーと文字の組み合わせ）を実行でき、選択したプログラムのさまざまな機能のボタンを定義することもできる。 
IntelliPoint 4では、ユーザーはマウスホイールの動作を指定して、一度に1画面ずつスクロールできるようになった。 この機能は、ユーザーがさまざまなサイズのウィンドウを操作するときに、各ウィンドウによってスクロールの速さが速すぎたり遅すぎたりするのを避けるのに役立った。 この機能は、Windows XPに組み込まれ、IntelliPoint 5では削除された。[Alt + Tab]ボタンの組み合わせで[次のウィンドウ]に置き換えられ、ユーザーが特定のプログラムを交互に切り替えられなくなる。ただし、レジストリの変更で可能にすることもできる 。

### スクロール機能
ユニバーサルスクロールは、IntelliPointの独自機能であり、 スクロールホイールが、その入力方法をデフォルトではサポートしていないプログラムでも動作できるようにする。  

### サポートされているマウス
IntelliPointは、すべての既知のMicrosoftマウスと、一般的な3/5ボタンマウスをサポートしている。 

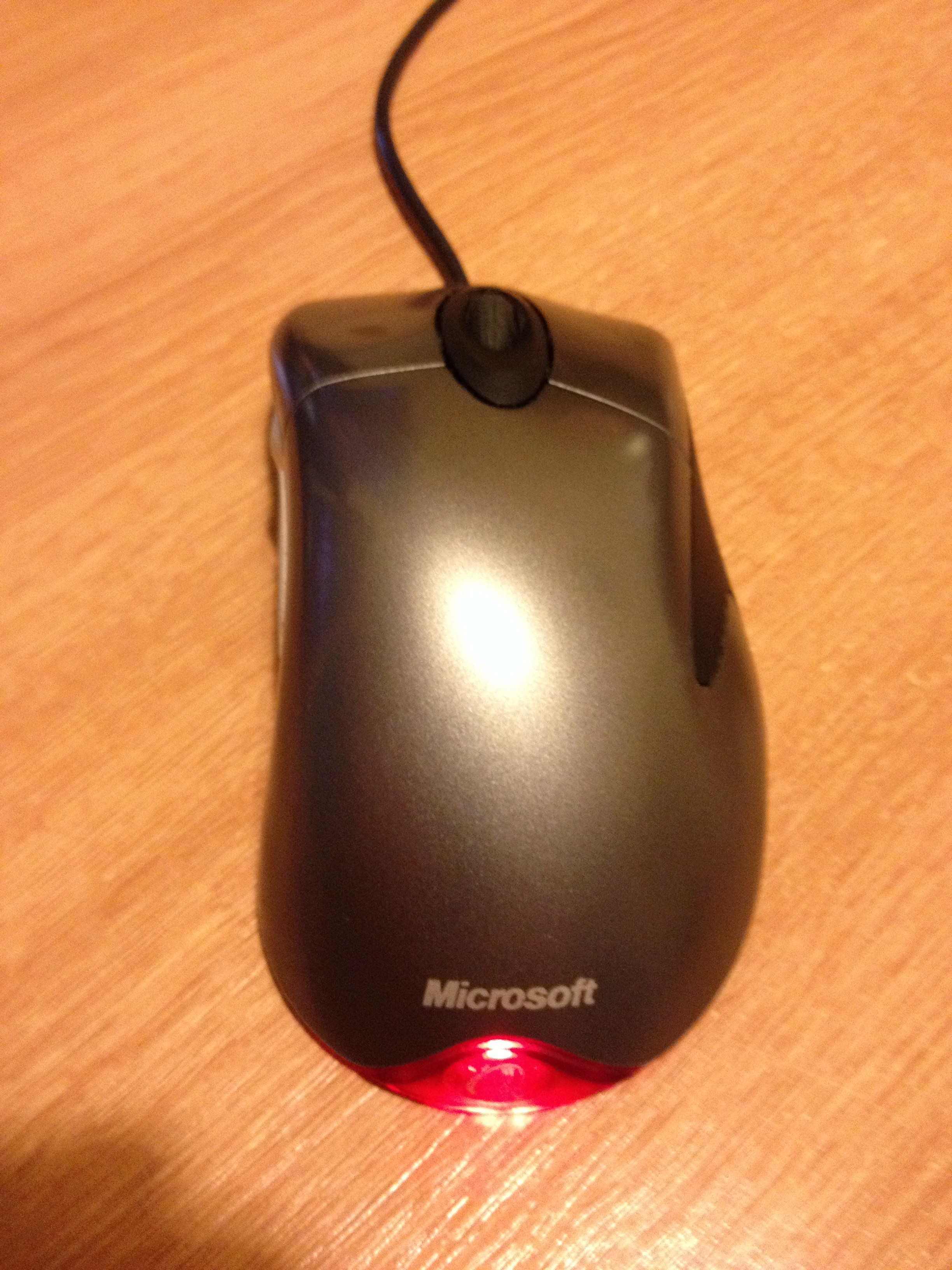
IntelliMouse Explorer 3.0

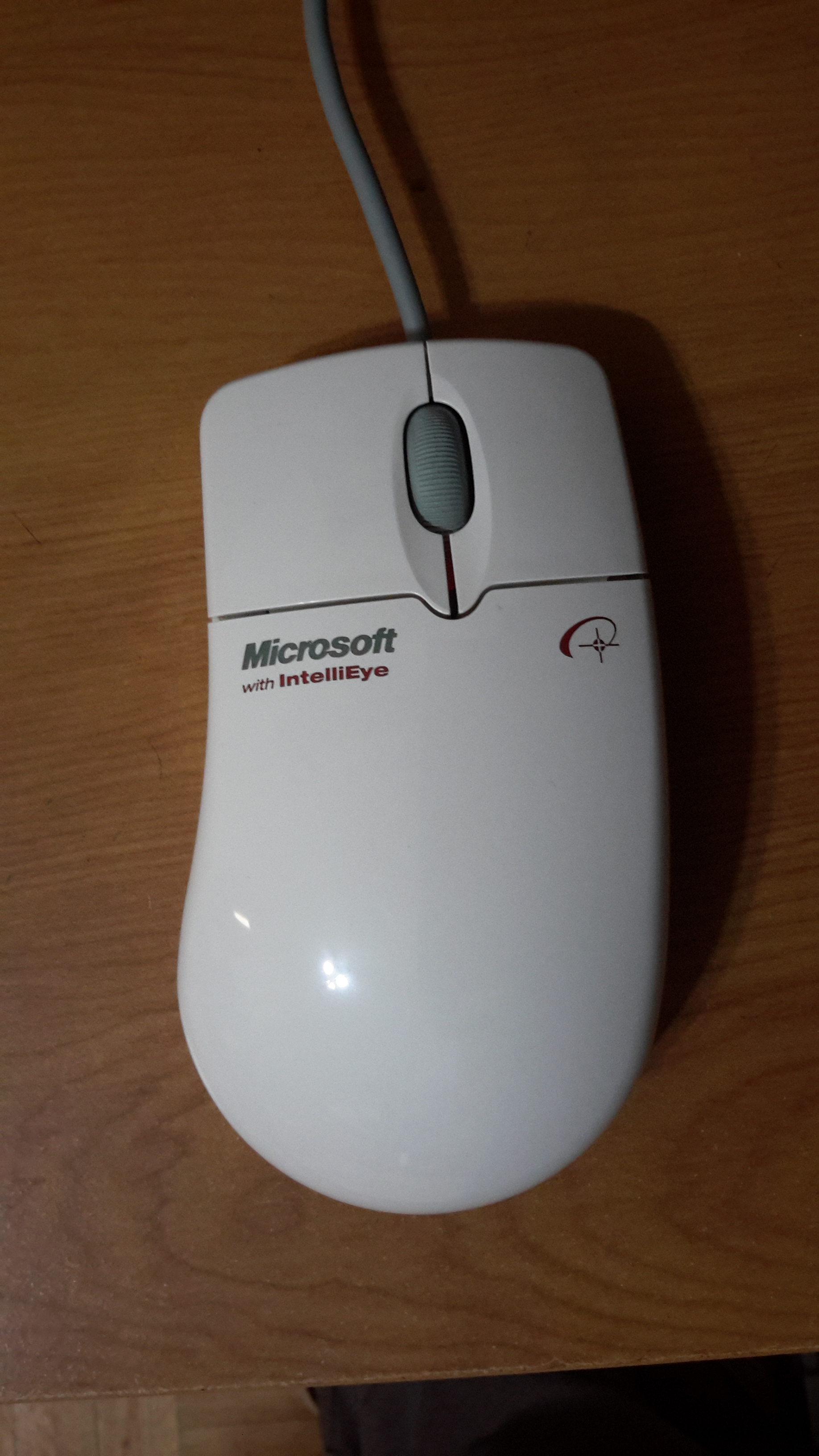
Microsoft IntelliEye Mouse

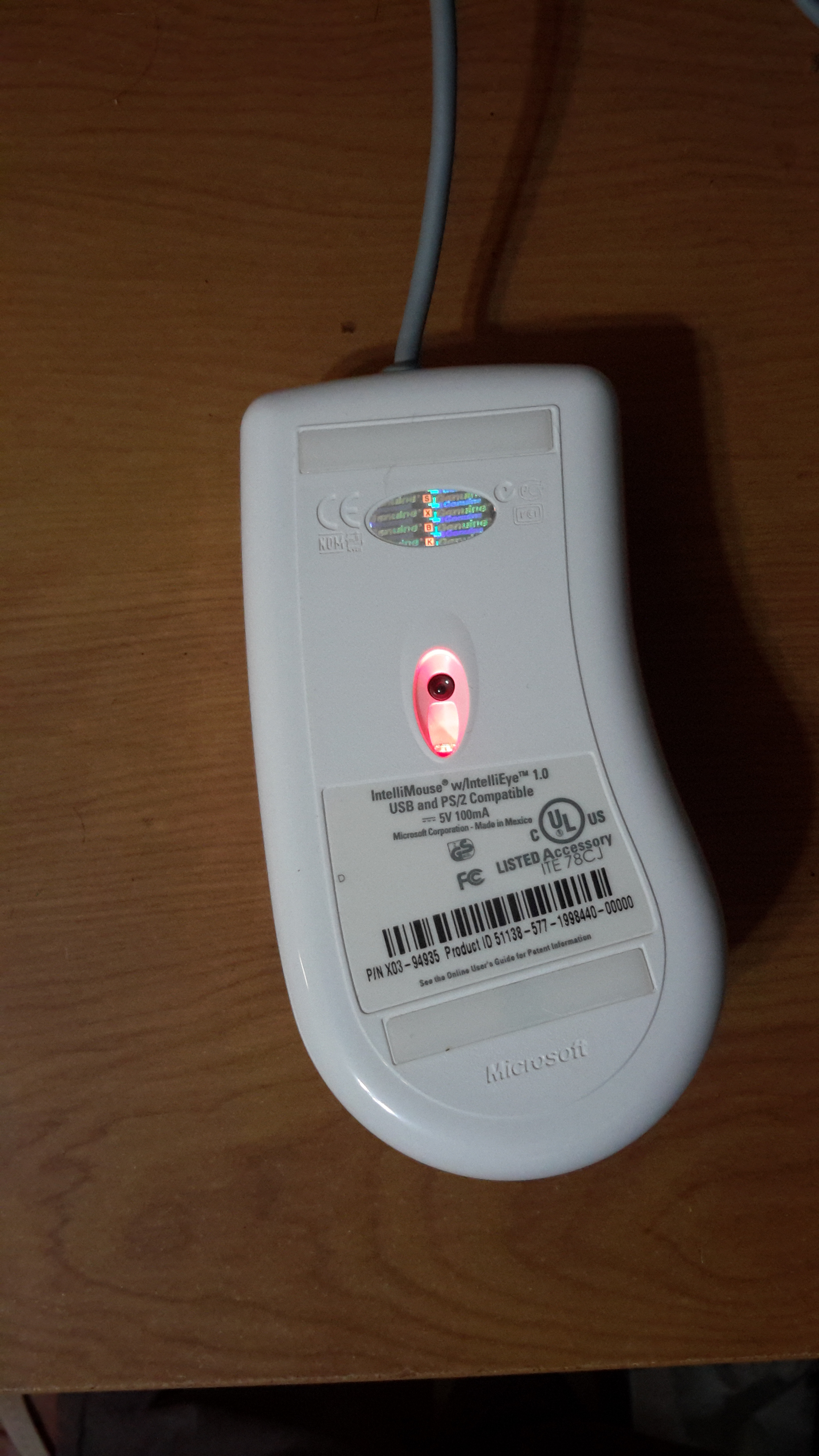
Microsoft IntelliEye Mouse

しかし、バージョン8.0以降では、次のリストのPS/2サポートを廃止。変換アダプターもサポートせず、Microsoftはバージョン7.1を、 USBの代わりに、PS/2マウスをまだ所有しているユーザー向けに提供されしている 。 
- Arc Mouse
- Arc Touch
- Basic Optical Mouse
- Basic Optical Mouse v2.0
- Comfort Optical Mouse 3000
- Comfort Optical Mouse 500 v2.0
- IntelliMouse
- IntelliMouse Explorer 2.0
- IntelliMouse Explorer 3.0
- IntelliMouse Explorer 4.0
- IntelliMouse Explorer for Bluetooth
- IntelliMouse Optical
- Explorer Mouse
- Explorer Touch Mouse
- Explorer Mini Mouse 
  - Laser Mouse 6000
  - Mobile Memory Mouse 8000
  - Mobile Optical Mouse
  - Natural Wireless Laser Mouse 6000
  - Notebook Optical Mouse
  - Notebook Optical Mouse 3000
  - Optical Mouse
  - Optical Mouse by Starck
  - Sculpt Comfort Mouse
  - Sculpt Mobile Mouse
  - Sculpt Touch Mouse
  - SideWinder Mouse
  - SideWinder x8 Mouse (for gaming)
  - Standard Wireless Mouse
  - TouchMouse
  - Trackball Explorer
  - Trackball Optical
  - Wheel Mouse
  - Wheel Mouse Optical
  - Wireless IntelliMouse Explorer 2.0
  - Wireless IntelliMouse Explorer for Bluetooth
  - Wireless IntelliMouse Explorer with Fingerprint Reader
  - Wireless Laser Mouse 5000
  - Wireless Laser Mouse 6000
  - Wireless Laser Mouse 6000 v2.0
  - Wireless Laser Mouse 7000
  - Wireless Laser Mouse 8000
  - Wireless Notebook Laser Mouse 6000
  - Wireless Notebook Laser Mouse 7000
  - Wireless Notebook Optical Mouse
  - Wireless Notebook Optical Mouse 3000
  - Wireless Notebook Optical Mouse 4000
  - Wireless Notebook Presenter Mouse 8000
  - Wireless Notebook Mouse 5000
  - Wireless Optical Mouse 2.0
  - Wireless Optical Mouse 2000
  - Wireless Optical Mouse 5000 (also Wireless IntelliMouse Explorer 2.0)